# Pata Morochata
Pata Morochata ist eine Ortschaft im Departamento Cochabamba im südamerikanischen Andenstaat Bolivien.

## Lage im Nahraum
Pata Morochata liegt in der Provinz Ayopaya und ist der viertgrößte Ort des Cantón Morochata im Municipio Morochata. Die Ortschaft liegt auf einer Höhe von 3739 m im Tal des Oberlaufs des Río Morochata, der über den Río Negro zum Río Cotacajes hin entwässert, einem der Quellflüsse des Río Beni.

## Geographie
Pata Morochata liegt zwischen der Cordillera Mazo Cruz und der Cordillera del Tunari, einem nordwestlichen Teilabschnitt der Cordillera Oriental. Das Klima ist ein typisches Tageszeitenklima, bei dem die Temperaturschwankungen zwischen Tag und Nacht deutlicher ausfallen als zwischen den Jahreszeiten.
Die Jahresdurchschnittstemperatur der Region liegt bei etwa 6 °C (siehe Klimadiagramm Challa Grande) und schwankt nur unwesentlich zwischen 2 °C im Juni und Juli und gut 8 °C im November und Dezember. Der Jahresniederschlag beträgt etwa 650 mm, bei einer ausgeprägten Trockenzeit von Mai bis August mit Monatsniederschlägen unter 10 mm, und einer Feuchtezeit von Dezember bis Februar mit bis zu 155 mm Monatsniederschlag.

## Verkehrsnetz
Pata Morochata liegt in einer Entfernung von 76 Straßenkilometern nordwestlich von Cochabamba, der Hauptstadt des Departamentos.
Von Cochabamba aus führt die asphaltierte Nationalstraße Ruta 4 in westlicher Richtung nach Quillacollo. Dort zweigt die unbefestigte Nationalstraße Ruta 25 nach Norden ab und überwindet auf dem 59 Kilometer langen Weg nach Morochata Passhöhen von mehr als 4300 m. Die Straße führt danach weiter nach Independencia (Ayopaya) und Richtung La Paz.
Fünf Kilometer vor Morochata zweigt die Ruta 4104 nach Südosten von der Ruta 25 ab und führt nach zehn Kilometern nach Pata Morochata.

## Bevölkerung
Die Einwohnerzahl der Ortschaft ist in dem Jahrzehnt zwischen den beiden letzten Volkszählungen um etwa ein Viertel zurückgegangen:
| Jahr | Einwohner         | Quelle       |
| ---- | ----------------- | ------------ |
| 1992 | keine Detaildaten | Volkszählung |
| 2001 | 433               | Volkszählung |
| 2012 | 344               | Volkszählung |
| 2024 |                   | Volkszählung |

Die Region weist einen hohen Anteil an Quechua-Bevölkerung auf, im Municipio Morochata sprechen 96,6 Prozent der Bevölkerung Quechua.